# Giny Vos
Regina Engelina Maria (Giny) Vos (Rotterdam, 30 oktober 1959) is een Nederlandse beeldend kunstenaar. Zij maakt grote installaties met licht die meestal in de openbare ruimte worden geplaatst.

## Leven en werk
Vos volgde van 1978 tot 1984 een lerarenopleiding in Delft en bezocht van 1985 tot 1988 de Gerrit Rietveld Academie in Amsterdam. Van 1988 tot 1990 studeerde zij beeldhouwkunst aan de Amsterdamse Rijksakademie van beeldende kunsten. Zij is met behulp van de nieuwe media werkzaam als conceptueel-, installatie-, video- en lichtkunstenaar en creëert projecten voor de openbare ruimte.
Openbare opdrachten omvatten werken in verschillende Nederlandse steden, zoals Amsterdam, Rotterdam, Utrecht, Amersfoort, Leeuwarden, Assen en Groningen. Internationaal zijn werken in de openbare ruimte (zowel in opdracht als in eigen beheer) gerealiseerd in diverse steden, van Kaunas in Litouwen tot New Delhi en New York City. Gedurende haar loopbaan ontving ze verschillende beurzen en prijzen, waaronder (meermaals) de Werkbijdrage Bewezen Talent van het Mondriaan Fonds en de Nederlandse Witteveen+Bos-prijs voor Kunst+Techniek (2004). Een uitgebreide monografie over haar werk is onder de titel Singing in the Dark (2010) gepubliceerd door Valiz Publishers.

## Werken (selectie)
- Feniks (2024), Poort van het Vechtdal bij Zwolle[3]
- Eindeloze Horizon (2024), Genk, België[4]
- Portal to Safety (2024), Ministerie van Buitenlandse Zaken, Den Haag[5]
- Light Phenomena (2022), Unna, Duitsland[6]
- Songlines of Daily Life (2021), Stockholm, Zweden[7]
- Monument voor Jan Zwartendijk (2018), Kaunas, Litouwen[8]
- Licht-Wegen (2018), Gerechtsgebouw Breda[9]
- I'll be Your Mirror (2016) Stadsschouwburg, Utrecht
- Sjamaan (2016) DordtYart, Dordrecht
- Passage de la Baleine (2015) Oude Lombardsteeg Leeuwarden
- Possibility Plant (2014) De Belastingdienst en DUO, Groningen
- Gabriel (2014) DordtYart Dordrecht
- Swing (2014) Beeckestijn, Velsen-Noord
- Light Gig (2013) Lantaren/Venster Rotterdam
- The White Cube (2012) Nieuwezijds Armsteeg, Amsterdam
- The Window of Your Eyes (2012) Provinciehuis Drenthe, Assen
- Ruis (2012) Keizer Karel Galerie (K2G), Viaduct Amstelveen
- Round and Round (2011) KunstKapel Zuidas, Amsterdam
- Elektrowachter (2011) Weidevenne, Purmerend
- Zien zonder gezien te worden (2010) Kromhout Kazerne, Utrecht
- White noise (2009) Alticom toren, Amsterdam, Virtueel Museum Zuidas en KPN
- Kristalpaleis (2009)[10], RAI Amsterdam in Amsterdam
- Reizend Zand (2008), Stationsplein in Apeldoorn
- Second Thought (2008), Stadsbalkon plein voor het station in Groningen
- De Verlichte Kamer (2007), Limosterrein in Nijmegen
- Lokroep (2006), Theemsweg in Amsterdam[11]
- Körper in Körper (2006), Sportplaza Mercator, Jan van Galenstraat in Amsterdam
- Zwart Licht (2004), Kunstenlab in Deventer
- De overdaad doet geen kwaad (2003), winkelcentrum Snel en Polanen in Woerden. Dit werk is verwijderd.
- Le Poème Electrolique (2002), hoofdkantoor Philips, Breitnertoren in Amsterdam
- Another Red Letter Day (2000), Scholengemeenschap Sprengeloo in Apeldoorn
- Lust for Life (2000), Naturalis in Leiden
- Gate of Paradise (1996), Nienoordcollege in Leek
- Time and Time Again (1993), Dollard College in Winschoten
- Work To Do (1985), Marconiplein in Rotterdam

## Fotogalerij

Beknopt overzicht van kunstwerken
Feniks (2024), Poort van het Vechtdal bij Zwolle
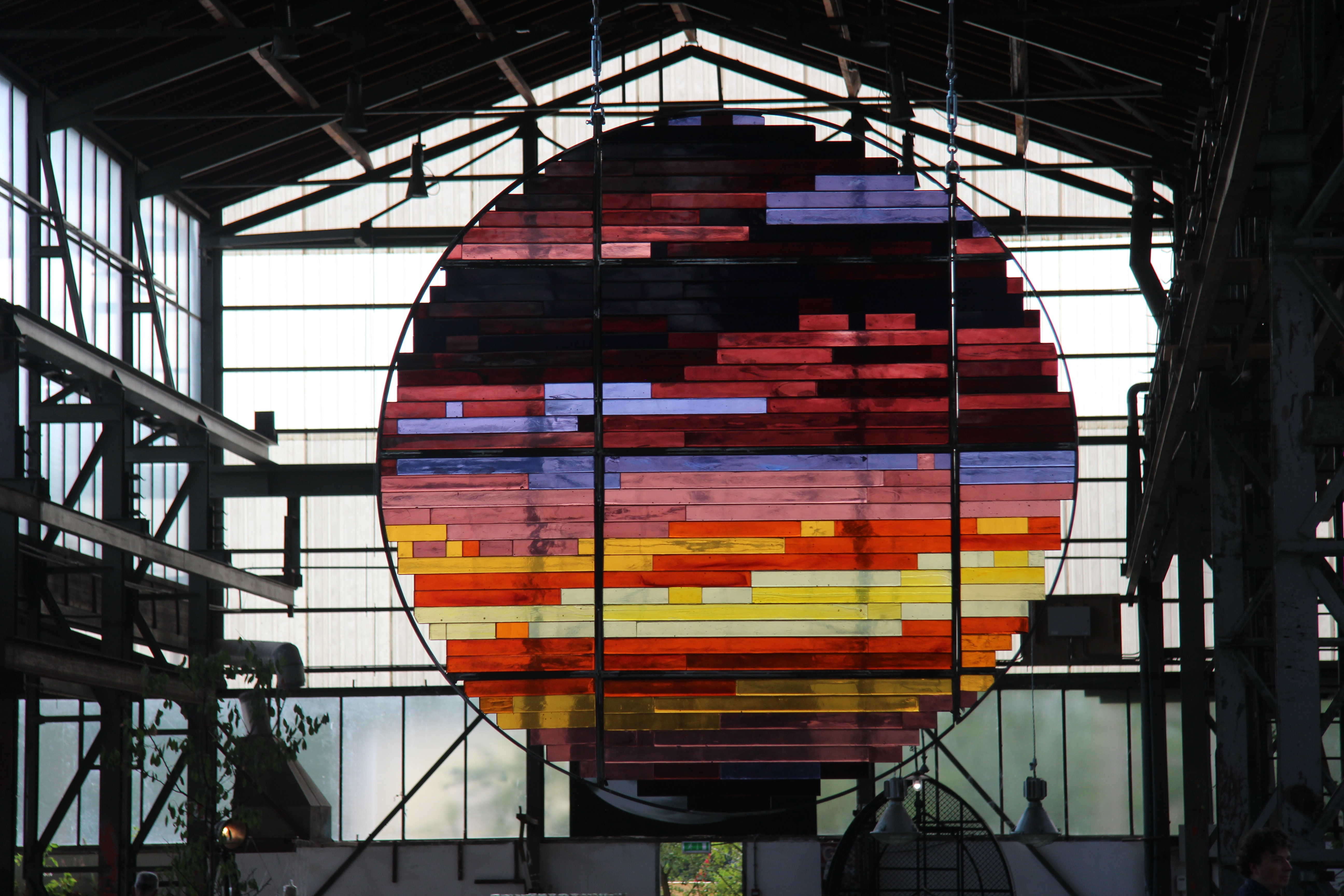
Sjamaan (2016), Dordrecht in DordtYart op de tentoonstelling GlassFever
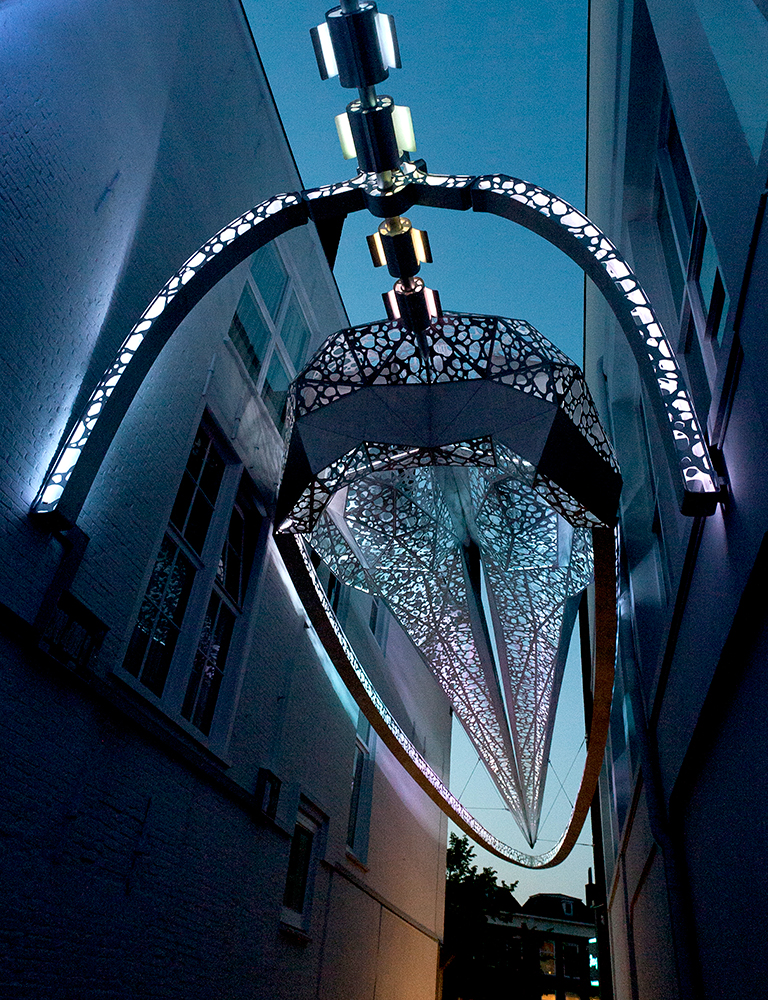
Passage de la Baleine, Leeuwarden (2015)
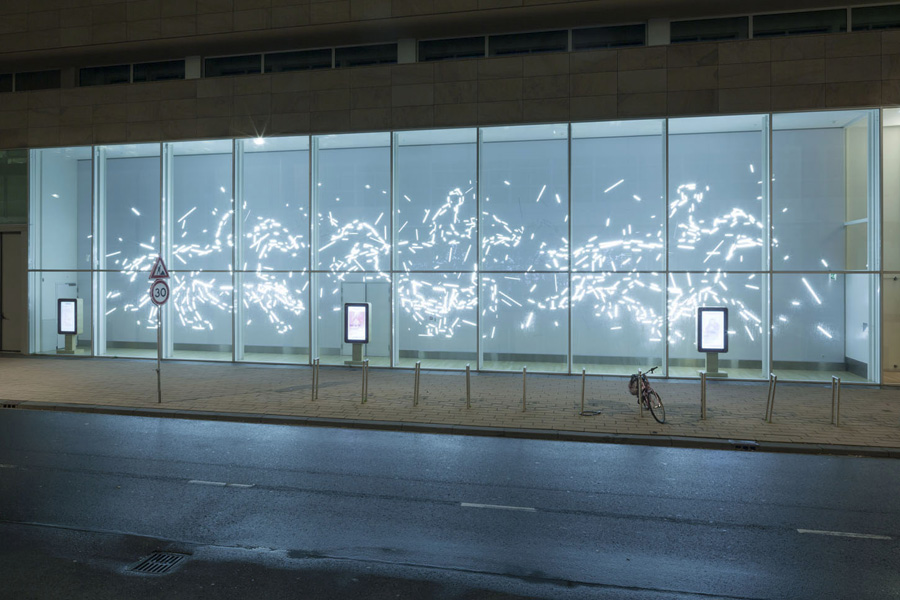
Light Gig (2013) bij Theater Lantaren Venster in Rotterdam
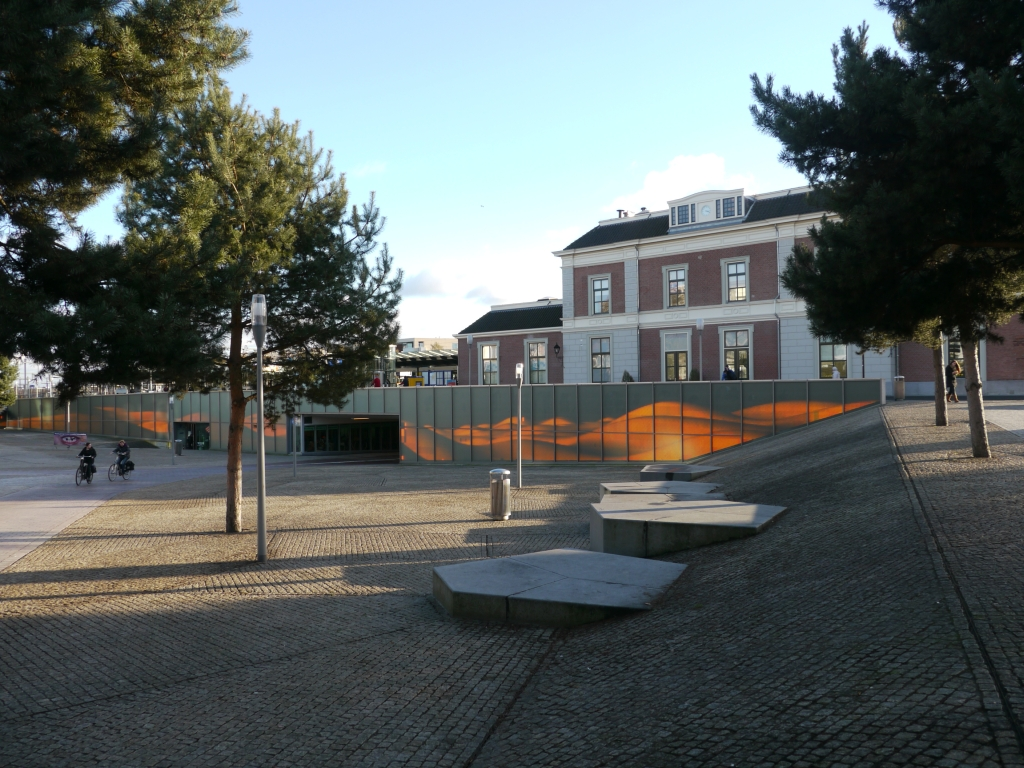
Reizend Zand (2008), Apeldoorn
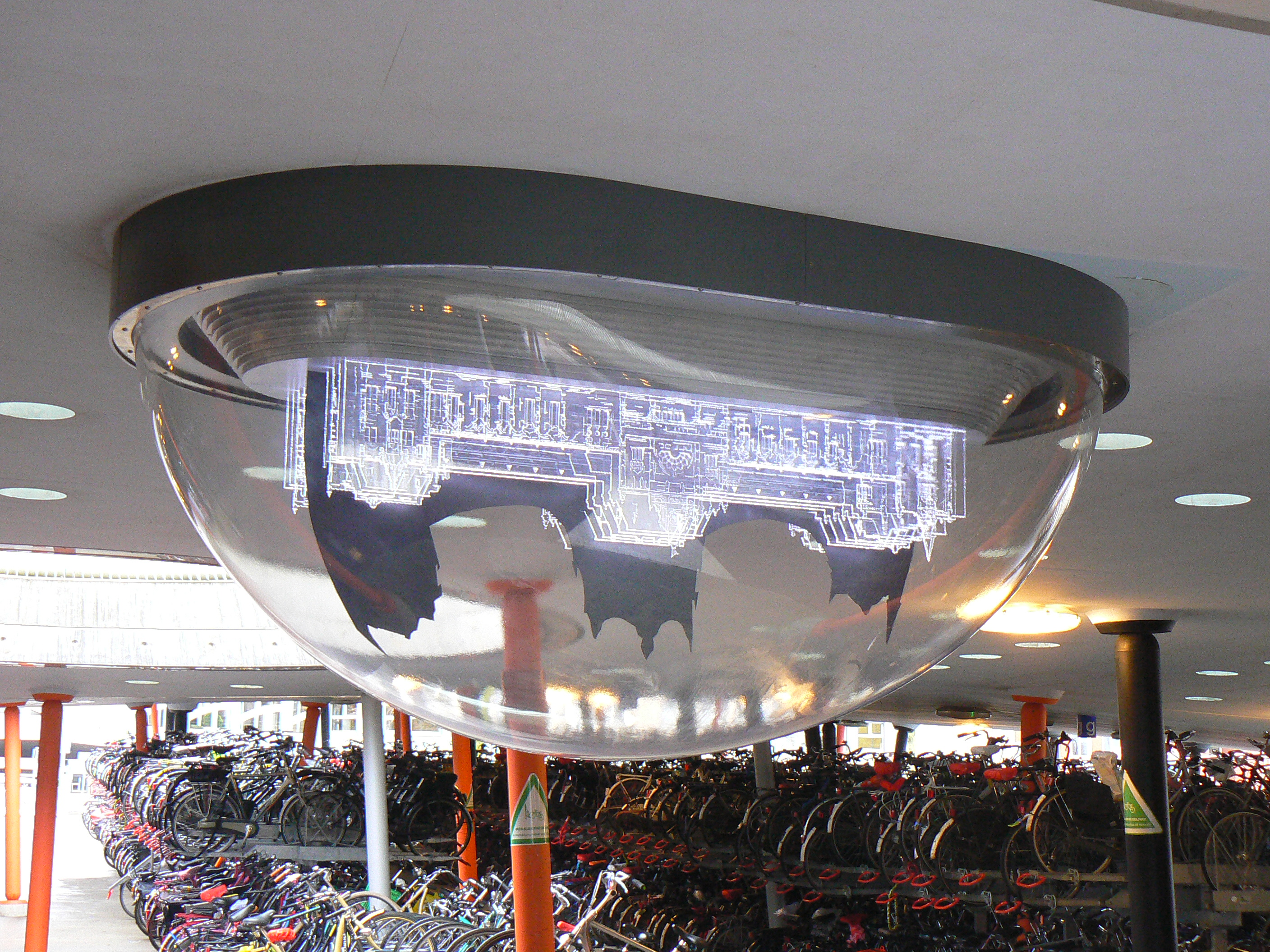
Second Thought (2008), Groningen
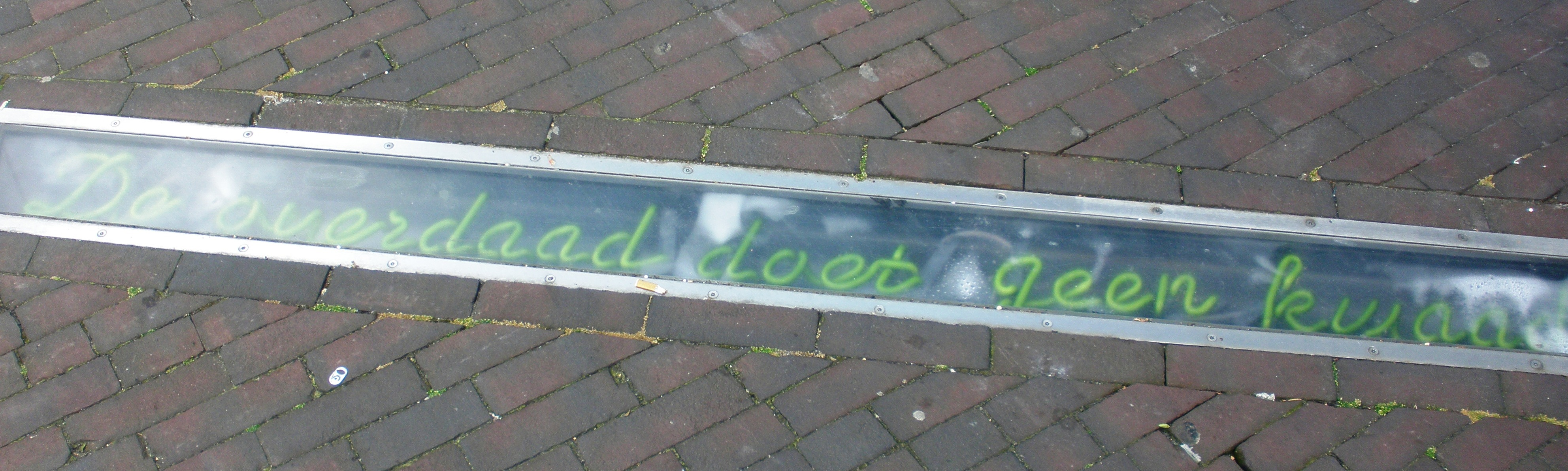
De overdaad doet geen kwaad (2003), Woerden. Dit werk bestaat niet meer.
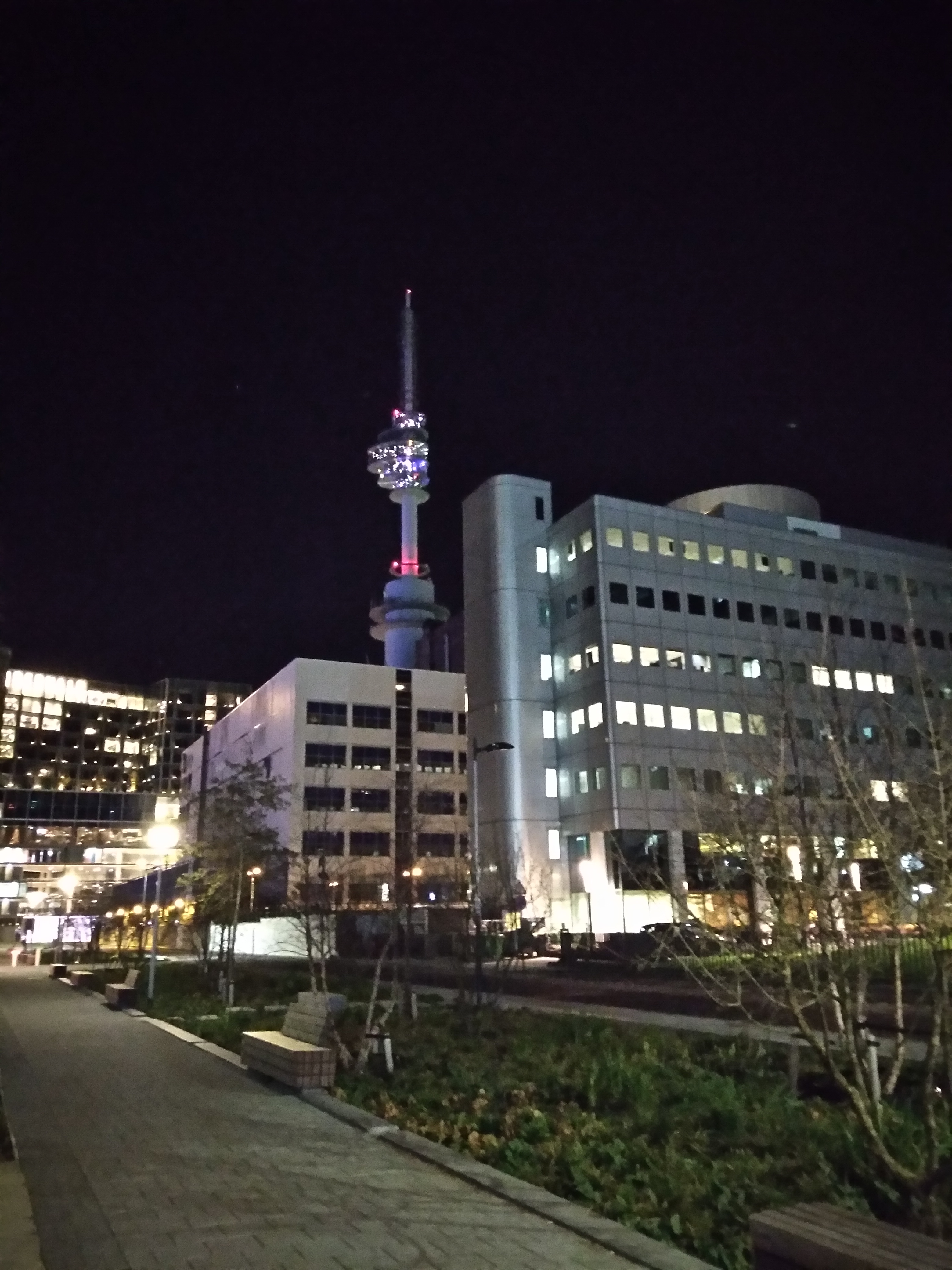
White Noise (2009), Zuidas, Amsterdam
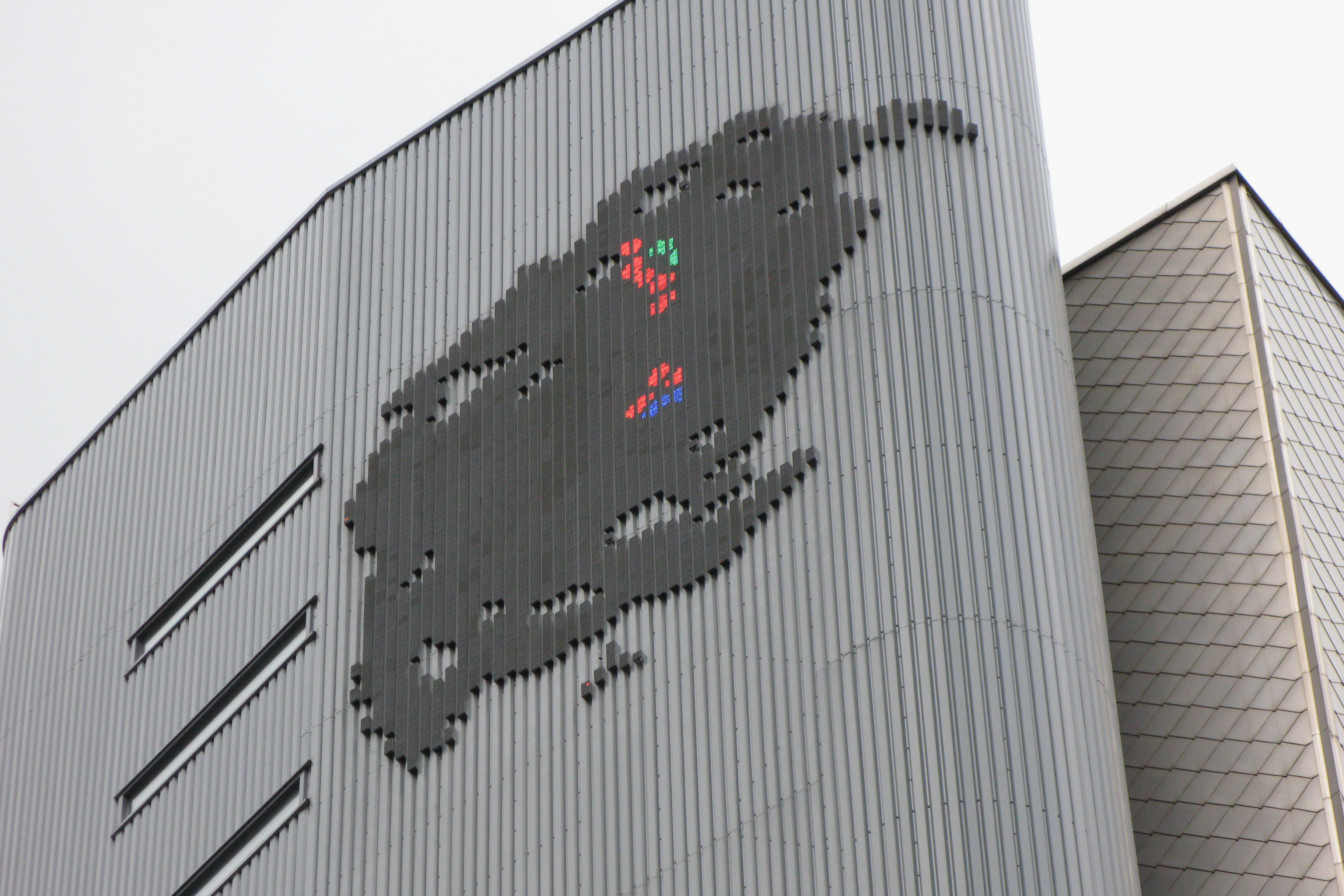
Lust for Life (2000), Naturalis, Leiden
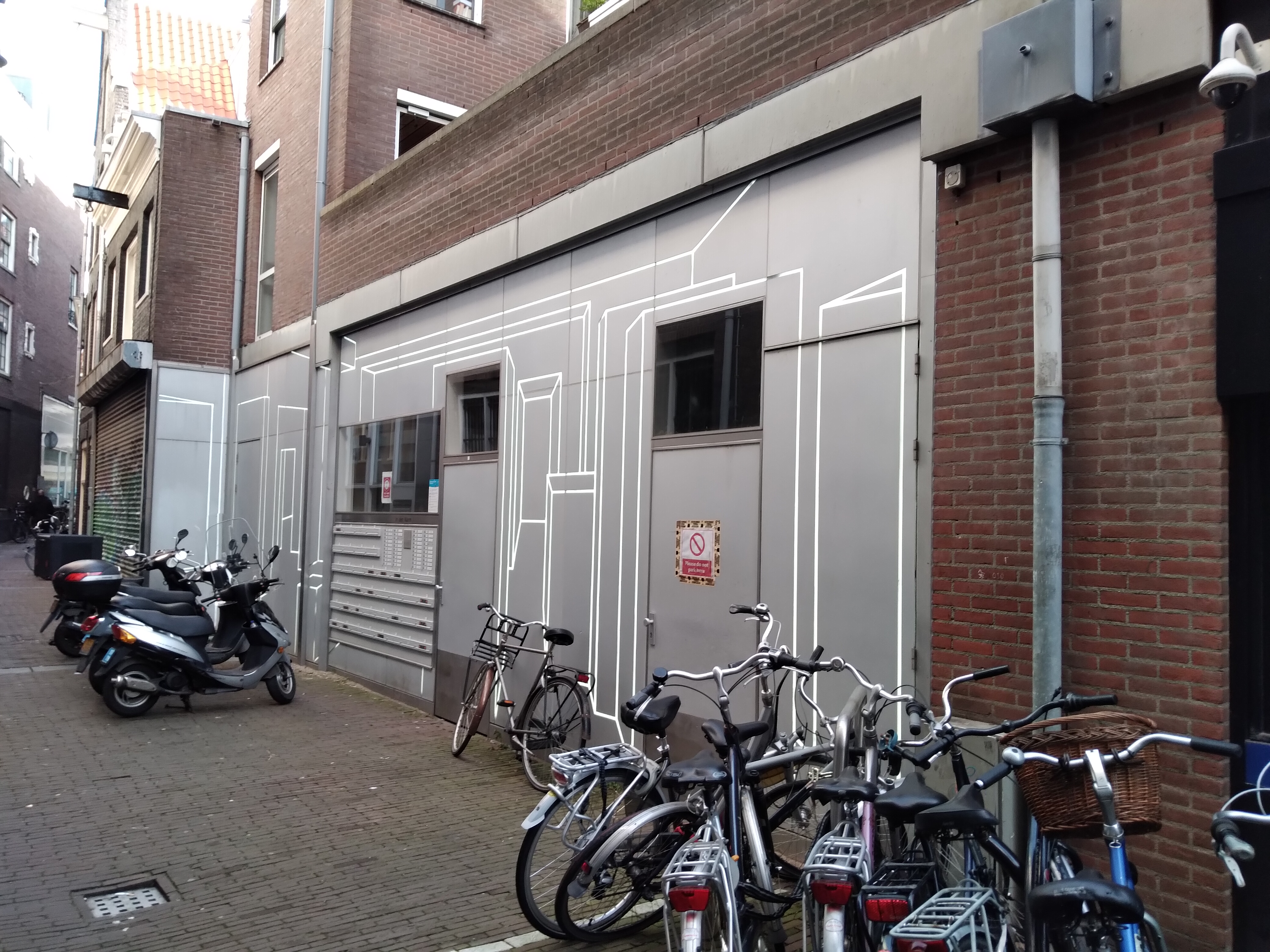
The White Cube (2012), Amsterdam

## Publicatie
- Giny Vos, Singing in the Dark